# Lipotriches willeyi
Lipotriches willeyi är en biart som först beskrevs av Cameron 1905.  Lipotriches willeyi ingår i släktet Lipotriches och familjen vägbin. Inga underarter finns listade i Catalogue of Life.